# 시게히로 다쿠야
시게히로 다쿠야(일본어: 重廣 卓也, 1995년 9월 5일 ~ )은 일본의 축구 선수이다

## 구단 경력
그는 2018년 J2리그의 교토 상가 FC에 입단했다. 2019년까지 61경기에 출전하여, 5득점을 넣었다. 2020년 아비스파 후쿠오카로 이적했다. 2020년 J2리그 준우승으로 J1리그로 승격했다. 2022년 7월 나고야 그램퍼스로 이적했다. 2024년 FC 서울로 임대 이적했다. 6월 나고야 그램퍼스로 복귀했다. 2025년 J2리그의 도쿠시마 보르티스로 이적했다.